# 中華民國—牙買加關係
中華民國與牙買加於1962—1972年有官方外交關係，斷交後，曾於對方首都互設具大使館功能的代表機構。目前對牙買加的相關事務由中華民國駐聖克里斯多福及尼維斯大使館兼轄。

## 政治

### 外交

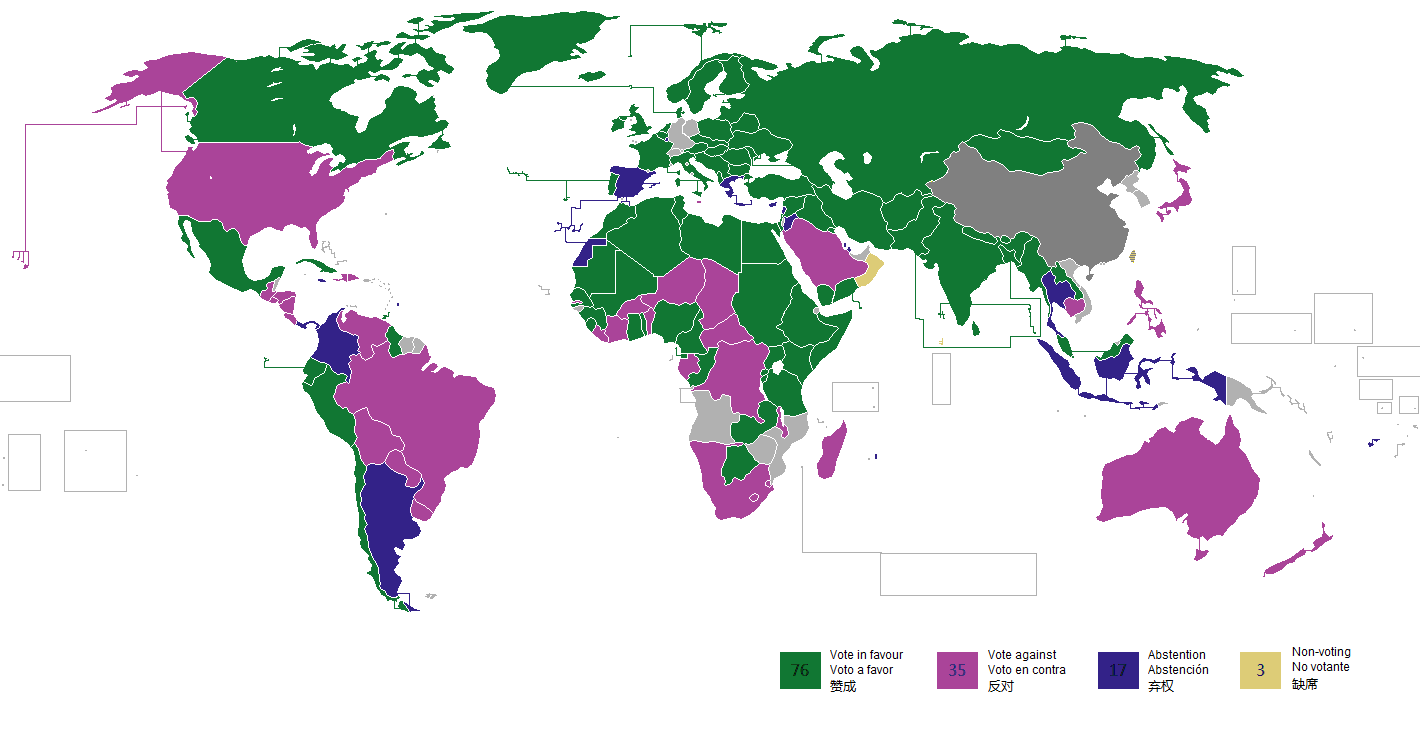
藍色國家表示在1971年的投票中對於中華民國續留聯合國一案棄權，即《聯合國大會2758號決議》，其中包括牙買加。

1943年，中華民國在英屬牙買加首府設立駐京斯敦领事馆。1950年，英國承認中华人民共和国，中華民國撤銷領事館。 
1962年8月6日，牙買加獨立，8月9日，中華民國與牙買加建立大使級外交關係。9月3日，於首都京斯敦設立中華民國駐牙買加大使館。
1966年，開始派駐牙買加大使。
1972年11月1日，牙買加與中華民國斷交。2日，關閉大使館。
牙買加與中華民國建交期間，則未設立大使館、派駐大使。
1991年11月，牙買加於首都台北設立牙買加商務暨貿易辦事處。同時邀請中華民國政府前往牙買加設處以推展雙方關係，中華民國政府提議先在首都京斯敦設立冠以正式國名的商務代表團，經由牙買加內閣會議通過，並分別以口頭及書面確認邀請設立中華民國商務代表團。但之後牙買加內閣在中華人民共和國政府強大壓力下，藉口避免民眾混淆、影響牙買加與中華人民共和國關係，以及該國大選等理由，要求駐館改用其他名稱。經過1年多的交涉，1993年6月9日，中華民國外交部決定中止雙方的代表機構。
1991年11月18日，牙買加公共事業暨運輸部長抵臺訪問六天。期間前往拜會外交部、交通部、經濟部、行政院農業委員會（農委會）、中央銀行、台北市議會、中華民國對外貿易發展協會（外貿協會）、長榮集團等政府部門與民間機構，並參加牙買加港務局駐華商務辦事處開幕典禮暨酒會。
1998年8月19日，簽署《中牙（牙買加）國際快捷郵件業務細則（換文）》。

#### 中華民國駐京斯敦領事（1943－1950年）
| 姓名   | 任命          | 免職          | 離任      | 外交衔级 | 外交職務 |
| ------ | ------------- | ------------- | --------- | -------- | -------- |
| 黃澤光 | 1944年4月5日  | 1949年3月11日 |           | 领事     | 領事     |
| 邵挺   | 1949年3月11日 |               | 1950年1月 | 領事     | 領事     |

#### 中華民國駐牙買加大使（1966－1972年）
| 姓名   | 任命          | 到任          | 遞交国书      | 免職          | 離任          | 外交衔级 | 外交職務     | 備註           |
| ------ | ------------- | ------------- | ------------- | ------------- | ------------- | -------- | ------------ | -------------- |
| 彭     | 1962年9月3日  | 1962年9月3日  |               |               | 1966年10月5日 | 參事     | 臨時代办     |                |
| 孫碧奇 | 1966年9月12日 | 1966年10月5日 | 1966年10月7日 | 1968年7月30日 |               | 大使     | 特命全權大使 | 兼駐巴貝多大使 |
| 凌崇熙 | 1968年7月30日 | 1968年9月17日 | 1968年9月24日 |               | 1972年11月3日 | 大使     | 特命全權大使 |                |

#### 中華民國駐牙買加代表（1992－1993年）
| 姓名   | 任命          | 到任           | 免職          | 離任          | 外交衔级 | 外交職務 | 備註  |
| ------ | ------------- | -------------- | ------------- | ------------- | -------- | -------- | ----- |
| 鄭光明 | 1992年10月5日 | 1992年11月30日 | 1993年6月12日 | 1993年7月15日 | 代表     | 代表     | [ 6 ] |

## 經濟

### 貿易
| 年分 | 貿易總額   | 貿易總額 | 貿易總額 | 出口至牙買加 | 出口至牙買加 | 出口至牙買加 | 自牙買加進口 | 自牙買加進口 | 自牙買加進口 | 順逆差  |
| 年分 | 金額       | 年增減   | 排名     | 金額         | 年增減       | 排名         | 金額         | 年增減       | 排名         | 順逆差  |
| ---- | ---------- | -------- | -------- | ------------ | ------------ | ------------ | ------------ | ------------ | ------------ | ------- |
| 2017 | 20,288,280 | ▲2.6%    | 127      | 11,686,454   | ▼5.7%        | 117          | 8,601,826    | ▲16.4%       | 116          | 順差▼   |
| 2018 | 23,500,304 | ▲15.8%   | 129      | 12,806,532   | ▲9.6%        | 117          | 10,693,772   | ▲24.3%       | 111          | 順差▼   |
| 2019 | 18,959,129 | ▼19.3%   | 130      | 10,500,928   | ▼18.0%       | 125          | 8,458,201    | ▼20.9%       | 114          | 順差▼   |
| 2020 | 14,328,015 | ▼24.4%   | 131      | 8,496,642    | ▼19.1%       | 125          | 5,831,373    | ▼31.1%       | 119          | 順差▲   |
| 2021 | 17,369,573 | ▲21.2%   | 131      | 9,055,417    | ▲6.6%        | 127          | 8,314,156    | ▲42.6%       | 117          | 順差▼   |
| 2022 | 18,702,204 | ▲7.7%    | 131      | 10,831,455   | ▲19.6%       | 122          | 7,870,749    | ▼5.3%        | 116          | 順差▲   |
| 2023 | 22,432,421 | ▲19.9%   | 125      | 9,687,546    | ▼10.6%       | 123          | 12,744,875   | ▲61.9%       | 106          | 逆差 -- |
| 2024 | 20,123,423 | ▼10.3%   | 128      | 9,660,842    | ▼0.3%        | 126          | 10,462,581   | ▼17.9%       | 110          | 逆差▼   |

2023年的兩國貿易項目如下：
出口至牙買加的前10大項目為：新橡膠氣胎；合成纖維絲紗梭织物；機動車輛所用之零件與附件；空氣泵或真空泵、空氣或其他氣體压缩机與风扇；鋼鐵製螺釘、螺栓、螺帽、螺旋鈎、車用螺釘、鉚釘、橫梢、開口梢、墊圈與類似製品；自行車或機動車輛用之電氣照明或信號設備、擋風板刮刷器、去霜或去霧器；水，包括礦泉水與汽水（碳酸水），含糖或其他甜味料或香料與其他未含酒精飲料；苯乙烯之聚合物；針織或鉤針織圈絨織物；卑金屬製家具、門、窗、楼梯、箱盒、帽架與類似品之架座與配件等。
自牙買加進口的前10大項目為：鐵屬廢料、重熔用廢鋼鐵鑄錠；铝廢料與碎屑；咖啡、咖啡荳殼與荳皮、含咖啡成分之代替品；未變性之乙醇以及烈酒、利口酒與其他含酒精成分之飲料；铜廢料與碎屑；特殊物品，含進口未超過5萬新臺幣之小額報單與其他零星物品；回收纸或紙板；鐵道與電車道建軌鋼鐵材料、連接或固定鐵軌之專用材料；塑料廢料；箱盒袋類容器等。

## 簽證

持中華民國護照的中華民國國民簽證要求分布圖：入境牙買加可以落地簽證。

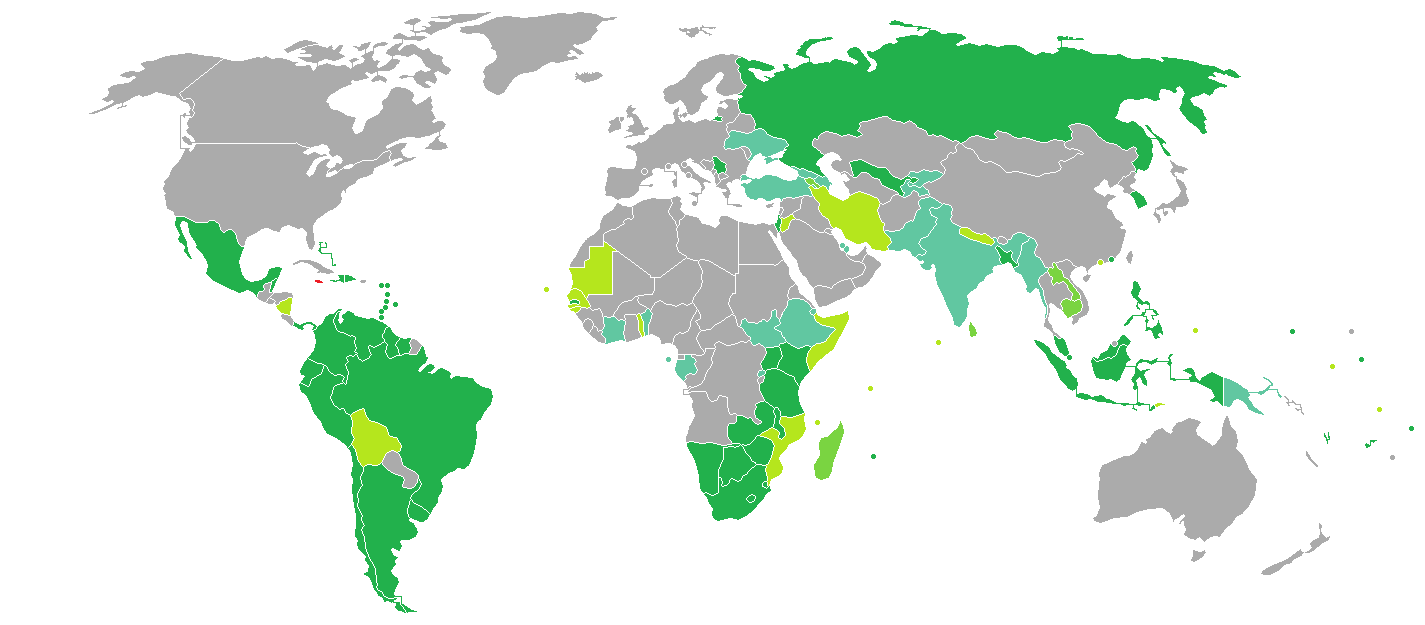
持牙買加護照的牙買加人口簽證要求分布圖：入境中華民國需要簽證。

兩國國民皆須申請簽證方可入境對方國家。持有中華民國護照與身分切結書（Affidavit of Identity，須事先向牙買加駐外使館申請）的中華民國國民可於抵達牙買加的國際機場後申請觀光落地簽證入境。停留最多30天。
持有牙買加護照的牙買加國民抵台參加由中央政府機關主辦、協辦或贊助之國際會議、運動賽事、商展或其他活動，可以電子簽證入境中華民國，停留最多30天並不得延期。

### 事件
2020年2月，牙買加對於2019冠状病毒病疫情在全球擴散，曾宣布禁止兩岸四地與義大利、韓國、伊朗、新加坡等國籍人士入境。中華民國外交部向牙買加政府嚴正澄清，台灣不屬於中國大陸疫區，並透過管道要求改正。

## 交通

### 航空

#### 客運
兩國無直航班機，可經由（不計航點遠近，截至2023年7月4日）：
- 臺北→倫敦、米蘭（*季節性飛牙買加）、法蘭克福*、阿姆斯特丹、紐約、芝加哥、休士頓、多倫多，再轉機前往牙買加的國際機場（英语：List of airports in Jamaica）。[15]

## 外部連結
- 中華民國外交部－牙買加簡介 （页面存档备份，存于）
- 中華民國駐聖克里斯多福及尼維斯大使館
- 外交部領事事務局－國外旅遊警示分級表
- 中華民國衛生福利部－國際旅遊疫情建議等級
- 中華民國國際經濟合作協會 （页面存档备份，存于）